# Stephanopoides
Stephanopoides là một chi nhện trong họ Thomisidae.